# Спач (тюрьма)
Тюрьма Спач (алб. Burgu i Spaçit) — тюрьма в Албании, существовавшая с 1968 по 1991 годы в северной части Народной Социалистической Республики Албании и названная в честь деревни Спач в муниципалитете Мирдита. Заключённые в этой тюрьме занимались исправительными работами на шахтах. Эта тюрьма была одной из самых печально известных тюрем стран ОВД, куда отправлялись не только обычные уголовники, но и политические оппоненты коммунистических властей Албании. С октября 2015 года тюрьма входит в список Всемирного фонда памятников. Называется общественными и политическими деятелями символом террора и коммунистической диктатуры в Албании.

## История
Первые строительные работы в деревне Спач начались в 1954 году. Открытие тюрьмы состоялось в 1968 году: она вошла в систему тюрем, которую Энвер Ходжа целиком и полностью скопировал с ГУЛАГа. В состав тюрьмы входили камеры для заключённых, в которых летом было жарко, а зимой холодно; отдельно стоящие изоляторы, столовая, административное здание и помещение для несения вахты. В трудовом лагере работали 1400 человек при наличии мест всего для 400 заключённых. Они занимались ежедневно многочасовыми тяжёлыми работами во вредных условиях с плохой проветриваемостью и недостатком воздуха. К тоннелю вёл мост. Со многими заключёнными плохо обращались, некоторые были убиты охраной, другие умерли от истощения, третьи заболели во время работы и скончались. Им не оказывалась должная медицинская помощь, питание было также отвратительным. По словам Зефа Симони, его держали 12 лет в тюрьме в таких условиях, которые были не лучше условий концлагеря Маутхаузен.
В мае 1973 года заключённые подняли бунт: первое за четверть века антикоммунистическое выступление в Албании. Они подняли флаг Албании без пятиконечной звезды. Войска специального назначения в течение трёх дней восстановили контроль над тюрьмой. Четверо зачинщиков — Паль Зефи, Хайри Пашай, Дервиш Бейко, Скендер Дайя — были расстреляны, ещё около 100 получили большие тюремные сроки. В мае 1985 года случилось второе восстание против отвратительных условий содержания и насилия охранников. Спецназ МВД прибыл на вертолёте в тюрьму: троих заключённых расстреляли, многим увеличили тюремные сроки. Некоторые заключённые были забиты до смерти охраной и сотрудниками Сигурими за антиправительственные высказывания.
Тюрьма была закрыта в 1991 году после смены власти в Албании.

## Текущая ситуация
После 1995 года тюрьма была полностью заброшена и постепенно пришла в запустение. Железо и прочий металл демонтировали и продали. Бывшая тюрьма Спач сейчас известна как памятник культуры второй категории. Существуют несколько планов от международных организаций и бывших политзаключённых по превращении тюрьмы в мемориал или музей. В 2015 году нью-йоркская организация World Monument Fund включила в тюрьму 50 памятников, находящихся под угрозой исчезновения. Однако вопреки статусу, на территории тюрьмы продолжаются работы в шахтах. Турецкая компания планирует разрабатывать и дальше второе по величине месторождение меди в Албании.

## Известные заключённые
- Симон Юбани (1927—2011), католический священник, сидел в тюрьме с 1964 по 1989 годы, в том числе в Спаче[14]
- Осман Казази (1917—1999), отсидел 42 года, в том числе в Спаче[23][24]
- Фатос Лубоня (род. 1951), писатель и диссидент, сидел в тюрьме с 1974 по 1991 годы, в том числе 11 лет в Спаче[25]
- Спартак Нгьела (род. 1948), юрист и политик, сидел в тюрьме с 1979 по 1990 годы, в том числе в Спаче[23]
- Зеф Пллуми (1924—1997), католический священник, сидел в тюрьме с 1967 по 1989 годы, в том числе в Спаче
- Башким Шеху (род. 1955), писатель, сын Мехмехта Шеху, сидел в тюрьме с 1981 по 1989 годы, в том числе в Спаче[18]
- Эрнест Симони (род. 1928), католический кардинал, сидел в тюрьме с 1963 по 1981 годы, в том числе 10 лет в Спаче[26]
- Зеф Симони (1928—2009), католический епископ, сидел в тюрьме с 1967 по 1979 годы[11]
- Паль Зефи (1940—1973) — медработник и шахтёр, осуждён за антикоммунистическую пропаганду, инициатор восстания в мае 1973, расстрелян в Спаче[27]./
- Хайри Пашай (1945—1973) — бывший полицейский, один из лидеров восстания в мае 1973, расстрелян в Спаче[27].
- Дервиш Бейко (1946—1973) — рабочий, один из лидеров восстания в мае 1973, расстрелян в Спаче[27].
- Скендер Дайя (1950—1973) — музыкант и поэт, один из лидеров восстания в мае 1973, расстрелян в Спаче [27].
- Мерсин Влаши (1938—2010) — художник, один из лидеров восстания в мае 1973[28].
- Башким Фишта (род. 1945) — геодезист и поэт, один из лидеров восстания в мае 1973[29].
- Джелаль Копренцка (1932—1979) — диссидент-националист, многолетний политзаключённый, расстрелян в Спаче по обвинению в создании подпольной националистической организации[30].
- Фадиль Кокомани (1933—1979) — журналист, диссидент-социалист, расстрелян в Спаче по обвинению в создании подпольной ревизионистской организации[30].
- Вангель Лежо (1932—1979) — журналист, диссидент-социалист, расстрелян в Спаче по обвинению в создании подпольной ревизионистской организации[30].
- Макс Вело (1935—2020), художник и писатель, сидел в тюрьме с 1978 по 1986 годы.
- Хавзи Нела (1934—1988), поэт-диссидент, участник восстания в мае 1973.